# Wroughtonia coffeana
Wroughtonia coffeana – gatunek błonkówki  z rodziny męczelkowatych i podrodziny Helconinae.
Gatunek ten opisali po raz pierwszy Khuat Dang Long, Cornelis van Achterberg, James M. Carpenter i Nguyen Thi Oanh w 2020 roku. Opisu dokonali na podstawie pojedynczej samicy, odłowionej w maju 2017 roku do pułapki Malaise'a zastawionej w uprawie kawowca na terenie wietnamskiej prowincji Sơn La.
Błonkówka ta ma ciało o długości 4,3 mm, przednie skrzydło o długości 3,6 mm i oraz osłonkę pokładełka o długości 3,5 mm. Ubarwiona jest głównie ciemnobrązowo. 32-członowe czułki są brązowe z żółtobrązowymi nasadami i kremowobiałymi członami od jedenastego do czternastego. Głaszczki są jasnożółte. Długość głaszczków szczękowych jest zaledwie 1,1 raza większa niż głowy. Czoło cechuje się spiczastym guzkiem, wznoszącym się nieco wyżej niż żeberka czołowe po jego bokach. Głowa patrząc od góry jest 1,6 raza szersza niż długa. Wysokość oczu złożonych jest 2,4 raza większa od wysokości skroni. Długość mezosomy jest 2,3 raza większa niż jej wysokość. Powykrawane notauli zlewają się ku tyłowi z poprzecznymi zmarszczkami. Powierzchnia pozatułowia jest pomarszczona, u nasady i wierzchołka skórzasta. Skrzydła mają przejrzystą błonę oraz brązowawożółte żyłki i pterostygmę. Użyłkowanie przedniego skrzydła cechuje się żyłką 3-SR nieco dłuższą od żyłki radialnej oraz żyłką 2-M 2,6 raza dłuższą od żyłki 3-SR. Z kolei w skrzydle tylnym długość żyłki 1-M wynosi 0,7 długości pierwszej żyłki radialno-medialnej (1r-m). Na krawędzi tylnego skrzydła występują trzy zaszczepki. Odnóża przedniej i środkowej pary są żółte, zaś tylnej pary mają żółte biodra, krętarze i krętarzyki, żółto-brązowe uda, brązowe golenie z żółtawobiałymi nasadami oraz żółtobrązowe stopy. Tylne uda są pozbawione guzka, za to zaopatrzone w piłkowanie na spodzie; nie licząc piłkowania są 3,7 raza dłuższe niż szerokie. Metasoma ma grzbietowe żeberko na jasnożółtym pierwszym tergicie sięgające do 0,9 jego długości. Pozostałe tergity metasomy oraz osłonka pokładełka są brązowe.
Owad orientalny, znany wyłącznie z lokalizacji typowej w północno-zachodnim Wietnamie.